# Slaget vid Bjälbo
Slaget vid Bjälbo, eller striden i Bjälbo var en strid på de så kallade Blodsåkrarna, söder om Bjälbo, Östergötland, år 1169.
Slaget föregicks av att Sverker den äldres son, kung Karl Sverkersson, våren år 1167 överfölls och mördades på Visingsö av Erik den heliges son Knut, vilken därefter också övertog kungaämbetet.
Slaget var ett avgörande mellan kung Knut Eriksson av Erikska ätten och motkungarna  Kol och Burislev från den Sverkerska ätten. Enligt en avskrift av en 1300-talskälla skall Kol ha stupat i striden. Johannes Messenius påstår samma sak om Burislev..